# 日朝

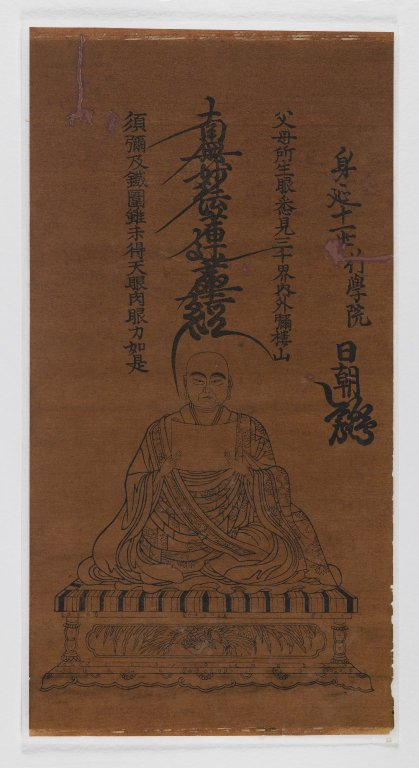
18世紀の木版印刷日朝像（ブルックリン美術館）

日朝（にっちょう、応永29年1月5日（1422年1月27日） - 明応9年6月25日（1500年7月21日））は、室町時代の日蓮宗の僧。日蓮宗（久遠寺）の第11世法主。字は鏡澄、号は行学院。朝善の子。
11世の日朝は、12世の日意、13世の日伝とともに身延中興の三師と位置づけられている。

## 略歴
伊豆国宇佐美（静岡県伊東市）出身。
日蓮の没後、甲斐国身延（現在の山梨県身延町）にある身延山久遠寺は諸国へ教線を拡大するが門弟が各地で独立した一門を形成していったため身延山は衰退したが、第11世の日朝の頃に中興された。

## 開山・中興した寺院
- 遠照寺
- 覚林房（山梨県身延町）